# Antaramut
Antaramut (in armeno Անտառամուտ?, fino al 1948 Kolageran) è un comune dell'Armenia di 299 abitanti (2008) della provincia di Lori.